# 燕平
燕平（えんへい）は、五胡十六国時代に南燕の慕容徳が使用した可能性が指摘される元号。
李兆洛の『紀元編』によれば「晋安帝隆安二年戊戌改」とあり、398年に改元したとされるが、『晋書』及び『資治通鑑』では一切言及がなく、『紀元編』の記述がどの史書によるものかが一切不明であり、存在していない可能性を指摘されている。